# José Balbino Soares
José Balbino Soares (Montevidéu, 1823 — Viçosa, 1893) foi um advogado provisionado,  solicitador, promotor público adjunto,  procurador  e tenente-coronel da Guarda Nacional do Império do Brasil.  Naturalizou-se brasileiro em 1876.
Casou-se em 5 de fevereiro de 1860, em Leopoldina, estado de Minas Gerais, com Maria Adelaide de Faria Soares (Nova Friburgo, 1845 – Nova Friburgo, 1919), filha de Ana da Silveira de Faria e Manuel José Correia de Faria, e neta, pelo lado materno, do Capitão Manuel Silvestre da Silveira. 	
Foi irmão e procurador da Irmandade do Santíssimo Sacramento de São Fidélis, estado do Rio de Janeiro e irmão e procurador da Irmandade de Nossa Senhora do Rosário, em São Fidélis, estado do Rio de Janeiro. É seu descendente o vereador José Soares Sampaio.